# 博伊斯德阿克鎮區 (阿肯色州亨普斯特德縣)
博伊斯德阿克鎮區（英語：Bois d'Arc Township）是位於美國阿肯色州亨普斯特德縣的一個行政鎮區。

## 地方資料
博伊斯德阿克鎮區的面積為254.20平方千米，當中陸地面積為243.76平方千米，而水域面積為10.44平方千米。根據2010年美國人口普查的數據，當地共有人口690人，而人口密度為每平方千米2.71人。